# Communauté de communes Berry Grand Sud
Die Communauté de communes Berry Grand Sud ist ein französischer Gemeindeverband mit der Rechtsform einer Communauté de communes im Département Cher in der Region Centre-Val de Loire. Sie wurde am 1. Januar 2015 gegründet und umfasst 32 Gemeinden. Der Verwaltungssitz befindet sich im Ort Châteaumeillant.

## Historische Entwicklung
Der Gemeindeverband entstand im Jahr 2015 durch Fusion der beiden Vorgängerorganisationen "Communauté de communes Boischaut-Marche" und "Communauté de communes Terres du Grand Meaulne" unter dem Namen "Communauté de communes Boischaut-Marche et Terres du Grand Meaulne". Dieser wurde jedoch am 12. Mai 2015 umbenannt auf Communauté de communes Berry Grand Sud.
Im Jahr 2016 trat die Gemeinde Saint-Vitte dem Gemeindeverband bei. Sie gehörte zuvor der Communauté de communes du Val de Cher an.

## Mitgliedsgemeinden
| Gemeinde                               | Einwohner 1. Januar 2022 | Fläche km² | Dichte Einw./km² | Code INSEE | Postleitzahl |
| -------------------------------------- | ------------------------ | ---------- | ---------------- | ---------- | ------------ |
| Ainay-le-Vieil                         | 191                      | 13,77      | 14               | 18002      | 18200        |
| Arcomps                                | 269                      | 20,14      | 13               | 18009      | 18200        |
| Ardenais                               | 203                      | 17,55      | 12               | 18010      | 18170        |
| Beddes                                 | 105                      | 12,92      | 8                | 18024      | 18370        |
| Châteaumeillant                        | 1.666                    | 42,48      | 39               | 18057      | 18370        |
| Culan                                  | 777                      | 20,23      | 38               | 18083      | 18270        |
| Épineuil-le-Fleuriel                   | 447                      | 41,60      | 11               | 18089      | 18360        |
| Faverdines                             | 134                      | 18,51      | 7                | 18093      | 18360        |
| Ids-Saint-Roch                         | 287                      | 27,83      | 10               | 18112      | 18170        |
| Ineuil                                 | 216                      | 27,48      | 8                | 18114      | 18160        |
| La Celette                             | 204                      | 24,81      | 8                | 18041      | 18360        |
| La Perche                              | 192                      | 10,45      | 18               | 18178      | 18200        |
| Le Châtelet                            | 920                      | 32,80      | 28               | 18059      | 18170        |
| Loye-sur-Arnon                         | 301                      | 34,15      | 9                | 18130      | 18170        |
| Maisonnais                             | 228                      | 26,95      | 8                | 18135      | 18170        |
| Morlac                                 | 274                      | 32,38      | 8                | 18153      | 18170        |
| Préveranges                            | 522                      | 38,16      | 14               | 18187      | 18370        |
| Reigny                                 | 228                      | 24,61      | 9                | 18192      | 18270        |
| Rezay                                  | 203                      | 21,26      | 10               | 18193      | 18170        |
| Saint-Christophe-le-Chaudry            | 94                       | 17,52      | 5                | 18203      | 18270        |
| Saint-Georges-de-Poisieux              | 435                      | 15,61      | 28               | 18209      | 18200        |
| Saint-Hilaire-en-Lignières             | 496                      | 53,78      | 9                | 18216      | 18160        |
| Saint-Jeanvrin                         | 166                      | 17,53      | 9                | 18217      | 18370        |
| Saint-Maur                             | 258                      | 25,62      | 10               | 18225      | 18270        |
| Saint-Pierre-les-Bois                  | 272                      | 20,38      | 13               | 18230      | 18170        |
| Saint-Priest-la-Marche                 | 249                      | 20,33      | 12               | 18232      | 18370        |
| Saint-Saturnin                         | 440                      | 39,04      | 11               | 18234      | 18370        |
| Saint-Vitte                            | 121                      | 16,38      | 7                | 18238      | 18360        |
| Saulzais-le-Potier                     | 476                      | 32,38      | 15               | 18245      | 18360        |
| Sidiailles                             | 295                      | 31,96      | 9                | 18252      | 18270        |
| Touchay                                | 224                      | 23,41      | 10               | 18266      | 18160        |
| Vesdun                                 | 544                      | 48,61      | 11               | 18278      | 18360        |
| Communauté de communes Berry Grand Sud | 11.437                   | 850,63     | 13               | –          | –            |